# 1901-es magyar úszóbajnokság
Az 1901-es magyar úszóbajnokság versenyszámait augusztus 4-én rendezték meg Siófokon.

## Eredmények

### Férfiak
| Versenyszám            | Arany             | Arany   | Ezüst          | Ezüst | Bronz | Bronz |
| ---------------------- | ----------------- | ------- | -------------- | ----- | ----- | ----- |
| 100 yard gyorsúszás    | Halmay Zoltán MUE |         | Gräfl Ödön MUE |       |       |       |
| 1 mérföldes gyorsúszás | Gräfl Károly MAC  | 33:05,8 |                |       |       |       |